# Presa W. A. C. Bennett
La presa W. A. C. Bennett es una gran presa hidroeléctrica rellena de tierra en el río de la Paz en el norte de la Columbia Británica, Canadá. La presa, ubicada a 19 kilómetros al oeste de Hudson's Hope, y 85 kilómetros al noroeste de Chetwynd, recibe su nombre del 25esimo primer ministro de Columbia Británica William A. C. Bennett y se puso en funcionamiento en el año 1968. Durante el planeamiento y la fase de construcción se le llamó "Portage Mountain Development."
El complejo está formado por una presa principal de materiales sueltos, que produce el embalse llamado lago Williston, y la central eléctrica subterránea Gordon M. Shrum. Es capaz de generar 2.730 megavatios de electricidad en su máxima capacidad. La presa está construida a 660 m s. n. m.
La presa del río de la Paz fue inicialmente concebida hace más de medio siglo por la compañía eléctrica de la Columbia Británica (hoy BC Hydro), bajo la dirección de Dal Grauer. B.C. Electric obtuvo las licencias necesarias y los títulos sobre la tierra para seguir adelante con el proyecto, terminó el diseño e hizo los preparativos para ponerse a trabajar en el lugar a partir del año 1963. No obstante, los activos de esa compañía eléctrica privada fueron expropiadas por el gobierno provincial justo cuando iba a empezar la construcción de la presa. Varios de los ejecutivos superiores de B.C. Electric dejaron la recientemente creada Crown Corporation, B.C. Hydro, y la construcción se llevó a cabo con una nueva administración. 